# Magyarcsernye község
Magyarcsernye község (szerbül Општина Нова Црња / Opština Nova Crnja) község (járás) Szerbiában, a Vajdaságban, a Bánságban, a Közép-bánsági körzetben. Területe 273 km², központja Magyarcsernye.

## Települések
A községhez hat falu tartozik.
| \| Románia Nagykikinda község Bégaszentgyörgy község MAGYARCSERNYE Klári Szerbcsernye Tóba Leónamajor Bozitópuszta \| \| térkép szerkesztése \| |                    |                   |                 |
| Magyar név | Szerb név (cirill) | Szerb név (latin) | Népesség (2011) |
| Bozitópuszta | Александрово       | Aleksandrovo      | 2665            |
| Klári | Радојево           | Radojevo          | 1385            |
| Leónamajor | Војвода Степа      | Vojvoda Stepa     | 1366            |
| Magyarcsernye | Нова Цња           | Nova Crnja        | 1861            |
| Szerbcsernye | Српска Црња        | Srpska Crnja      | 4383            |
| Tóba | Тоба               | Toba              | 691             |
| Románia Nagykikinda község Bégaszentgyörgy község MAGYARCSERNYE Klári Szerbcsernye Tóba Leónamajor Bozitópuszta                                 |                    |                   |                 |
| térkép szerkesztése |                    |                   |                 |

## Népesség
A 2002-es adatok szerint a községben 12 705-en élnek, a természetes szaporulat értéke pedig -12,6‰.
Magyarcsernye és Tóba magyar, a többi település szerb többségű.
1. ↑  2022 Serbia Census